# Kreis Düren
Kreis Düren is een Kreis in de Duitse deelstaat Noordrijn-Westfalen. Kreisstadt is de gelijknamige stad. De Kreis telt 265.140 inwoners (31 december 2020) op een oppervlakte van 941,48 km². Op 31 december 2020 had 12,57% van de inwoners een niet-Duits staatsburgerschap (33.330 niet-Duitsers) en hadden 865 inwoners het Nederlandse staatsburgerschap.
Een deel van het gebied is qua landschap in de 20e en 21e eeuw drastisch veranderd door de bruinkoolwinning. Zie: Rijnlands bruinkoolgebied.
De rivier de Rur stroomt door het gebied.

## Steden en gemeenten

Steden en gemeenten in Kreis Düren.

De volgende steden en gemeenten liggen in de Kreis:
| Steden                                                | Gemeenten |
| ----------------------------------------------------- | --- |
| 1. Düren 2. Heimbach 3. Jülich 4. Linnich 5. Nideggen | 1. Aldenhoven 2. Hürtgenwald 3. Inden 4. Kreuzau 5. Langerwehe 6. Merzenich 7. Niederzier 8. Nörvenich 9. Titz 10. Vettweiß |

## Afbeeldingen

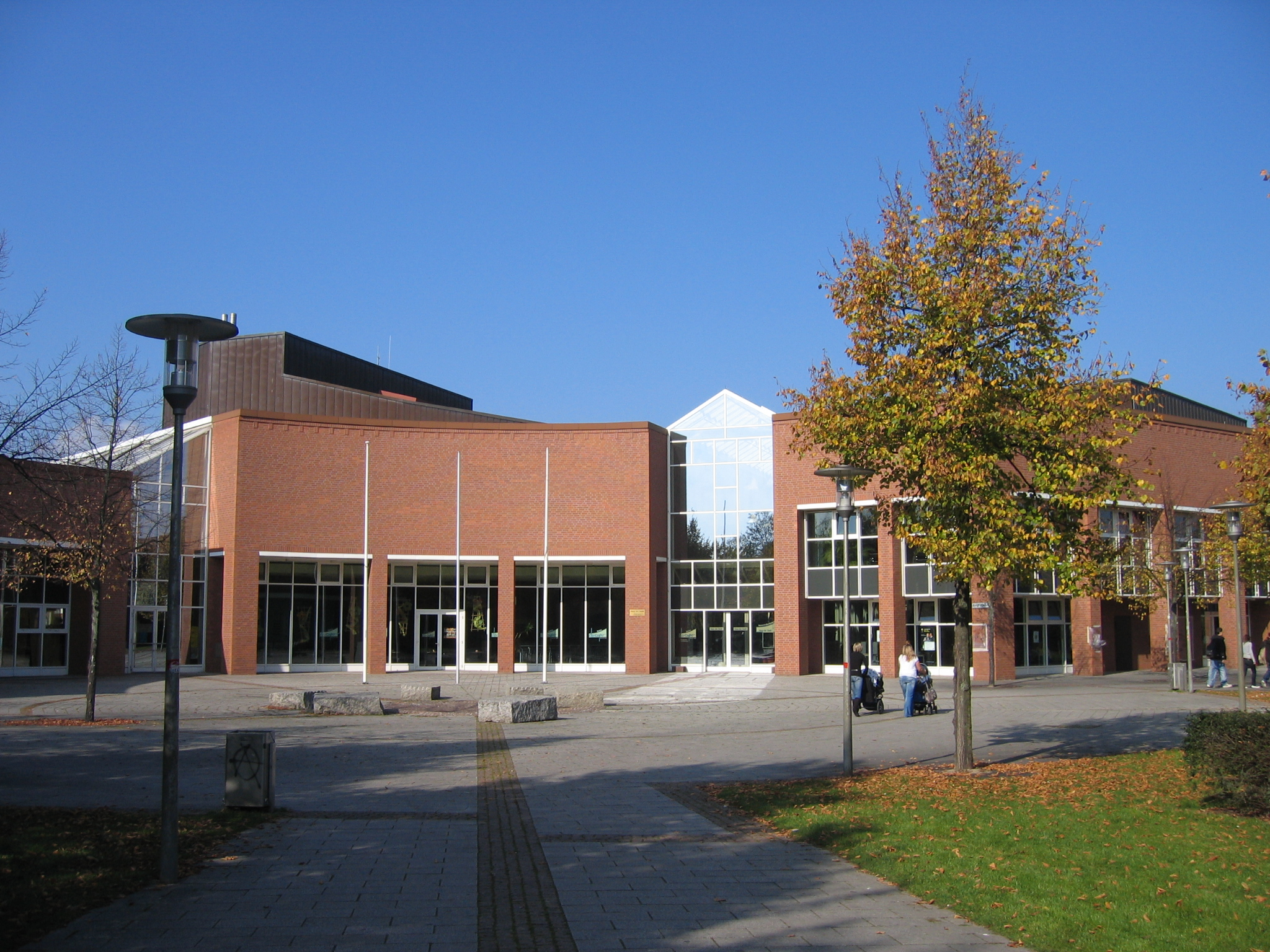
Gemeentehuis Düren
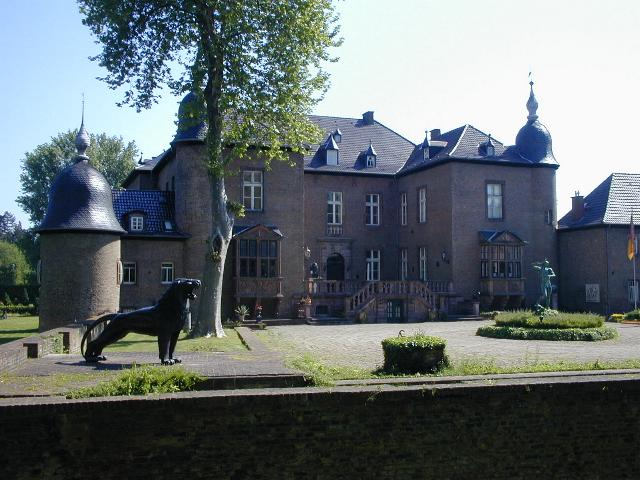
Slot Nörvenich
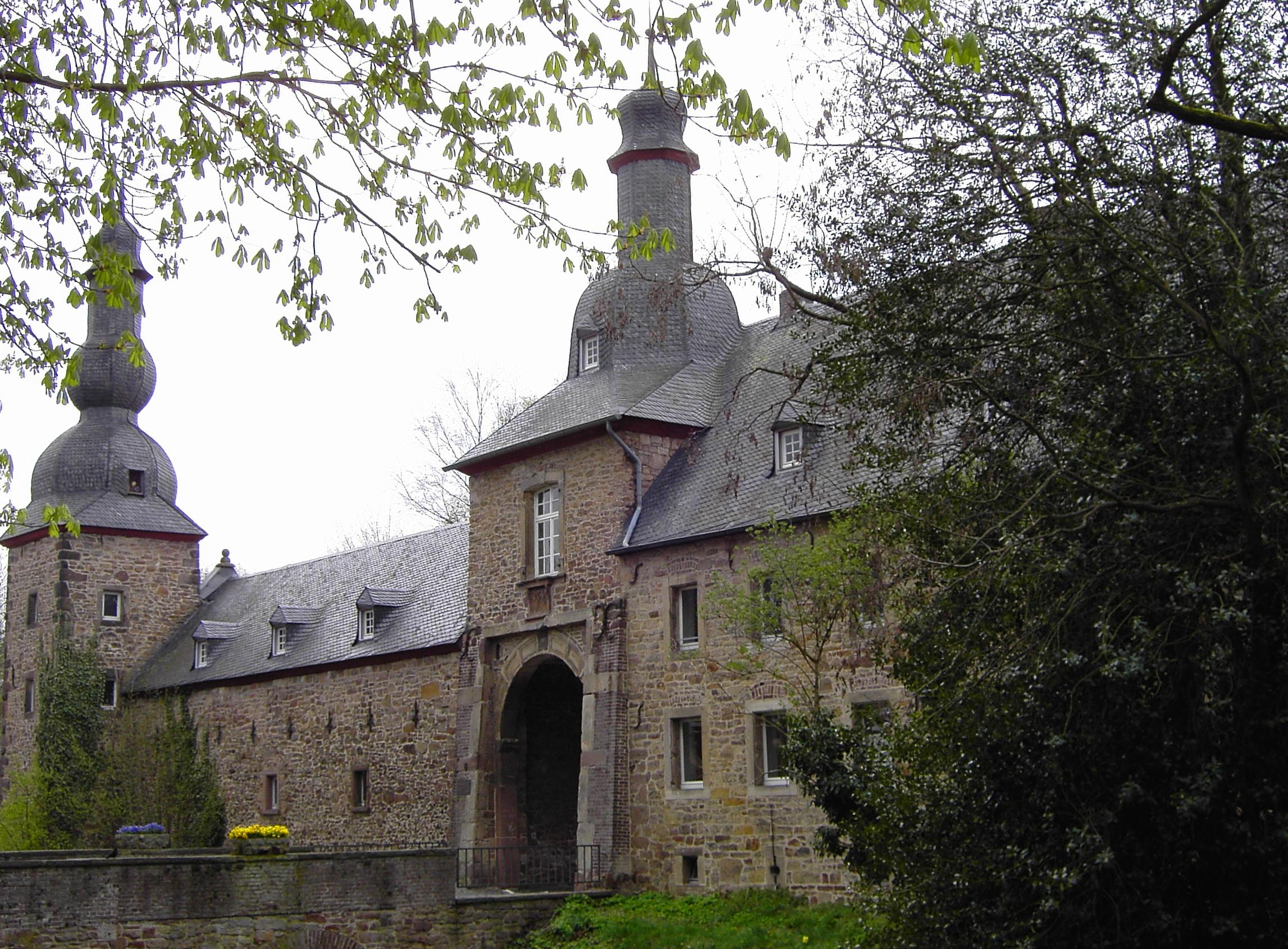
Slot Birgel

Zie ook: Lijst van Kreise en kreisfreie steden in Noordrijn-Westfalen
Aldenhoven · Düren · Heimbach · Hürtgenwald · 
Inden · Jülich · Kreuzau · Langerwehe · Linnich · Merzenich · Nideggen · Niederzier · Nörvenich · Titz · Vettweiß
Landen:  België ·  Duitsland ·  Nederland

NUTS 2-regio's: Limburg (BE) · Limburg (NL) (deels) · Luik (deels) · Regierungsbezirk Keulen (deels)

NUTS 3-regio's: Stedenregio Aken · Arrondissement Borgworm · Duitstalige Gemeenschap · Kreis Düren · Kreis Euskirchen · Arrondissement Hasselt · Kreis Heinsberg · Arrondissement Hoei · Arrondissement Luik · Arrondissement Maaseik · Midden-Limburg · Arrondissement Tongeren · Arrondissement Verviers · Zuid-Limburg